# Mandato da ONU
O termo mandato da ONU é usado pelas Nações Unidas em diversos contextos. Mais comumente, um mandato se refere à decisão que confere a um órgão a autoridade para desempenhar suas funções.
O Alto-comissariado das Nações Unidas para Refugiados (ACNUR), por exemplo, possui mandato para assegurar e proteger os direitos das pessoas em situação de refúgio em todo o mundo.
O termo é também usado para se referir a uma missão internacional de longo prazo que foi autorizada pela Assembleia Geral das Nações Unidas ou pelo Conselho de Segurança da ONU em particular. Esse tipo de mandato da ONU normalmente envolvem operações de manutenção da paz.
No contexto da Liga das Nações, “mandatos” referiam-se ainda ao sistema de supervisão internacional sobre os territórios coloniais.